# アドリアン・マリ
アドリアン・マリ (仏：Adrien Marie、1848年10月20日 - 1891年4月29日) はフランスの画家、版画家、イラストレーター、旅行者。
イギリスとフランスの定期刊行物の特派員として世界を巡り多くの作品を残したが、遠征先のスペインで客死した。

## 経歴
アドリアン・エマニュエル・マリは1848年10月20日にパリ西部のヌイイ＝シュル＝セーヌで生まれた。彼はフランソワ・パンネマーケルとギヨーム・カバソンから木口木版を習った後、パリ国立高等美術学校に入学し、イジドール・ピルスに師事した。彼は「イリュストラシオン」の製図工としてデビューした。社内では画家のエミール・バヤールと親しくなり、のちにマリはバヤールの娘と結婚した。
1862年にマリとバヤールは出版者のアルベール・ラクロワと契約し、ヴィクトル・ユーゴーの「レ・ミゼラブル」の版画を手がけた。1869年には出版社、アレクサンドル・フッソー（Alexandre Houssiaux）に、アルフォンス・ドーデの「風車小屋だより」の版画を提供し、アシェット・リーブルにはジョセフィーヌ＝ブランシュ・ブーシェの "La Fille de Carilès"（カリレスの娘）の挿絵を描いた。
同年に彼はピエール＝ジュール・エッツェルが出版した、ジュール・ヴェルヌの「氷のなかの冬ごもり」に16点のイラストを提供し、義父のバヤール名義で掲載された「空中の悲劇」の2点のイラスト制作にも関わった。
彼は「イリュストラシオン」の特派イラストレーターとして、1877年2月3日にテアトル・デ・ヴァリエテで上演されたジュール・ヴェルヌの「オクス博士の幻想」を舞台化したジャック・オッフェンバックの三幕のオペラ・ブッフ「オクス博士 (オペラ・ブッフ)」の舞台をスケッチした。この版画は同紙の表紙に使われ、1880年にも「皇帝の密使ミハイル・ストロゴフ」の舞台をスケッチした。なお、彼はヴェルヌの鉛筆による肖像画も制作している（1874年から1878年頃）。

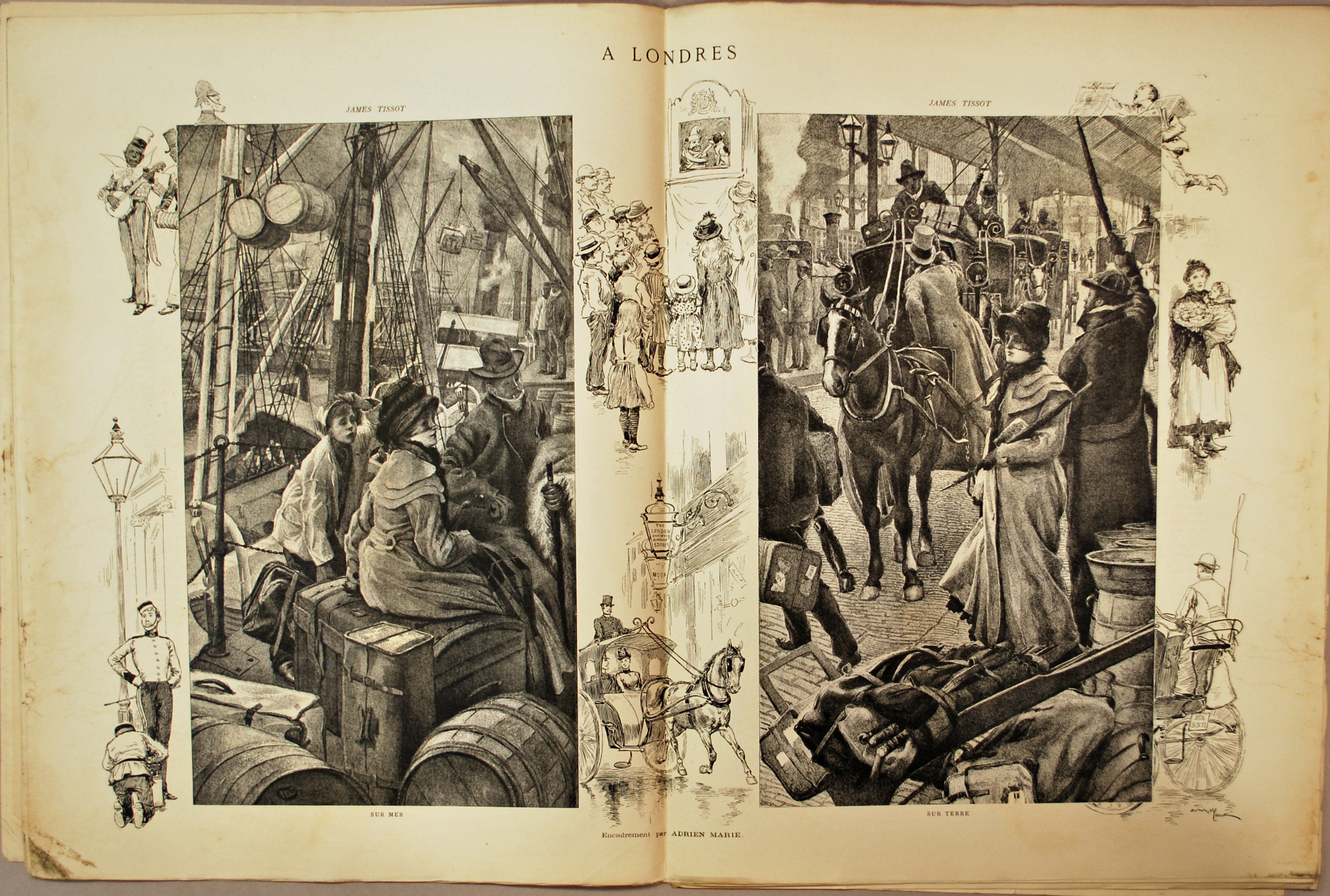
ロンドンのアドリアン・マリ
「パリ・ノエル」J・ティソ画

彼はフランスとロンドンの報道機関の多忙なイラストレーターとなったのち、多くのドローイングと版画だけでなく、画家としてもサロンに出展した。1884年にはドーデの "Contes choisi"（選ばれた物語）でふたたびバヤールと協力した。彼は風刺画家でもあり、「ル・モンド・イリュストレ」「Music & Drama」、「La Saison théâtrale」、「パリ・イリュストレ」の特派員も務めた。この頃、画家のジェームズ・ティソは逐次刊行物の「パリ・ノエル」に「ロンドンでのアドリアン・マリ」と題するイラストを発表し、彼の活動ぶりを紹介した。
アドリアン・マリはその芸術的なキャリアと並行して多くの旅行をしたが、これは彼に制作のインスピレーションを与えた。彼は1887年8月14日の「ル・モンド・イリュストレ」に匿名でイラストを発表した。これはルイ＝ジュール・エッツェルがガストン・ティサンデイエと協同で執筆した記事である。
画家としては「海の上のバッカナール」や「ハンニバルのアルプス踏破」などの歴史画や「川沿いの牛」などの風景画を描き、1866年、1881年、1889年に「サロン・ド・パリ」に出展し、1886年には第2回「白と黒の国際展」のデッサン部門で金賞を受賞した。
1891年、彼は「イリュストラシオン」の特派員として、ジャーナリストのフェリックス・デュボアとともに、フランスの軍人で探検家のアンリ＝フランソワ・ブシュナール・フェイデルブのフランス・ギニア遠征に同行した。
一行はメラコレからベンティを出発し、グランデ・スカルシー（現在のシエラレオネ）を上り、当時サモリ・トゥーレが封鎖していたフェラバに到着した。一行は引き返さなければならなかったが、遠征は総延長2万平方キロにわたり、ベンティとフェラバをつなぐ鉄道ルートを開拓することができた。しかし、彼はこの遠征の疲労から病気にかかり、1891年4月29日にスペインのカディスで世を去った。

## 版画作品

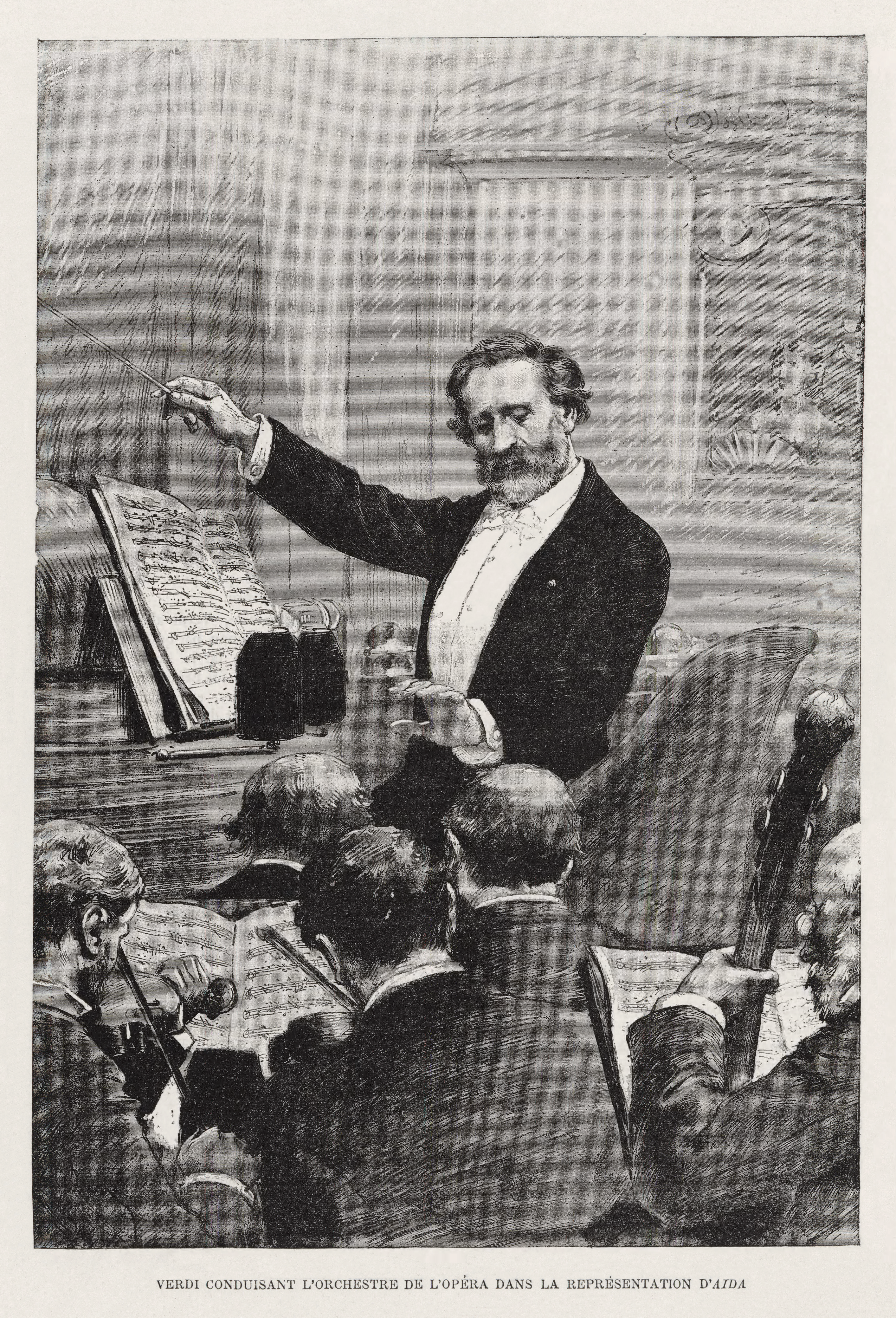
指揮をするヴェルディ
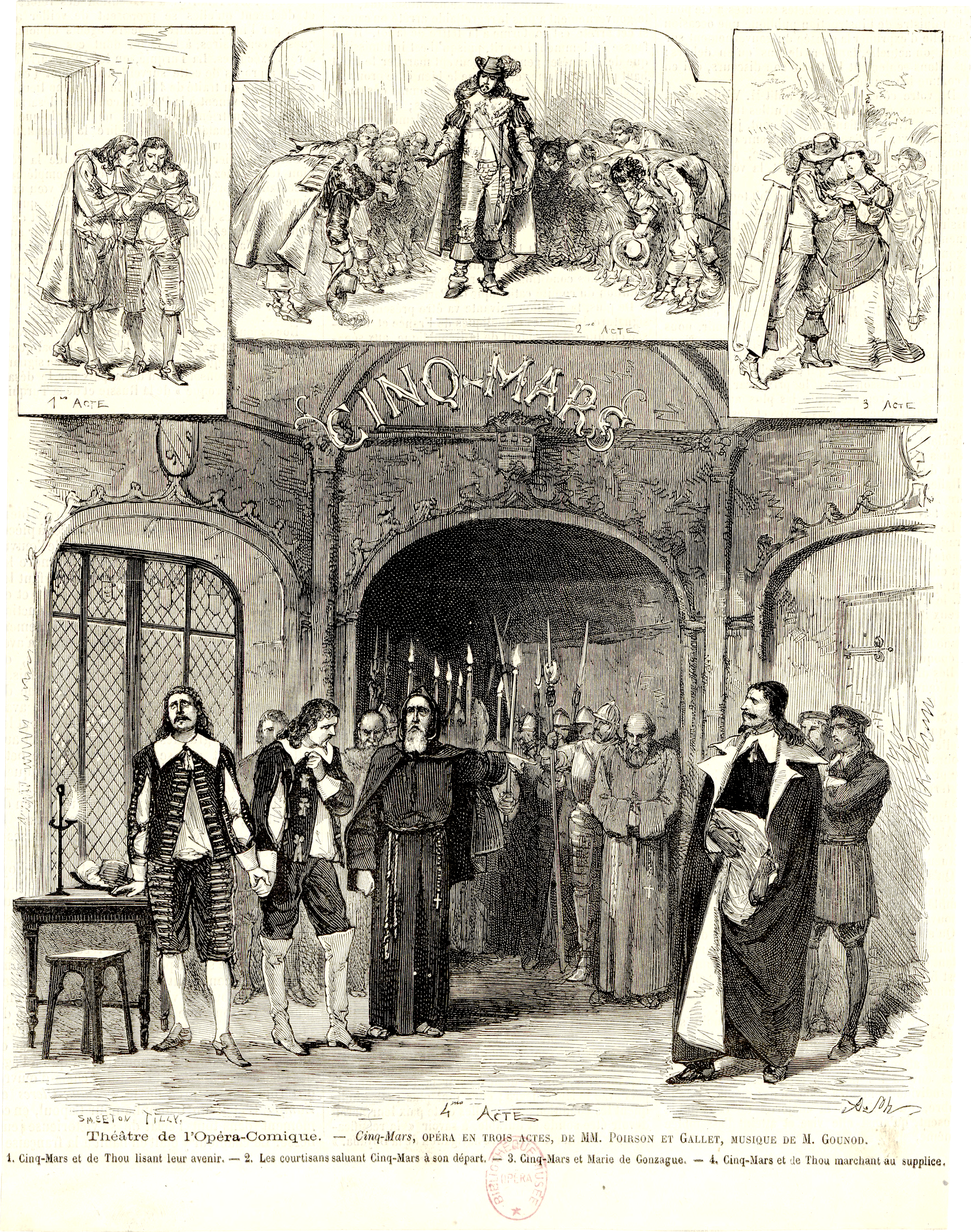
グノー：歌劇「サン・マール」
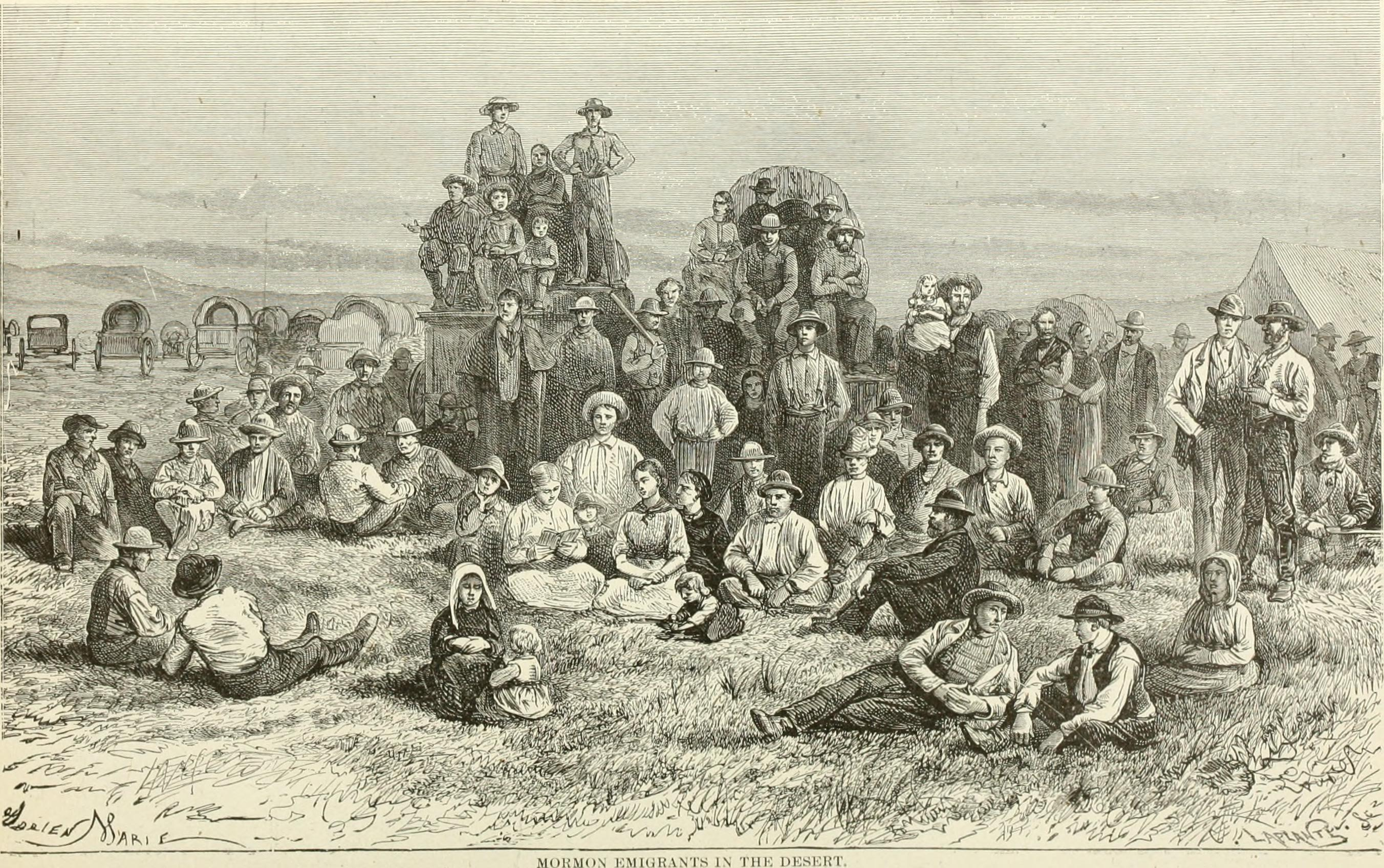
砂漠のモルモン移民 「リドパスの世界史」より
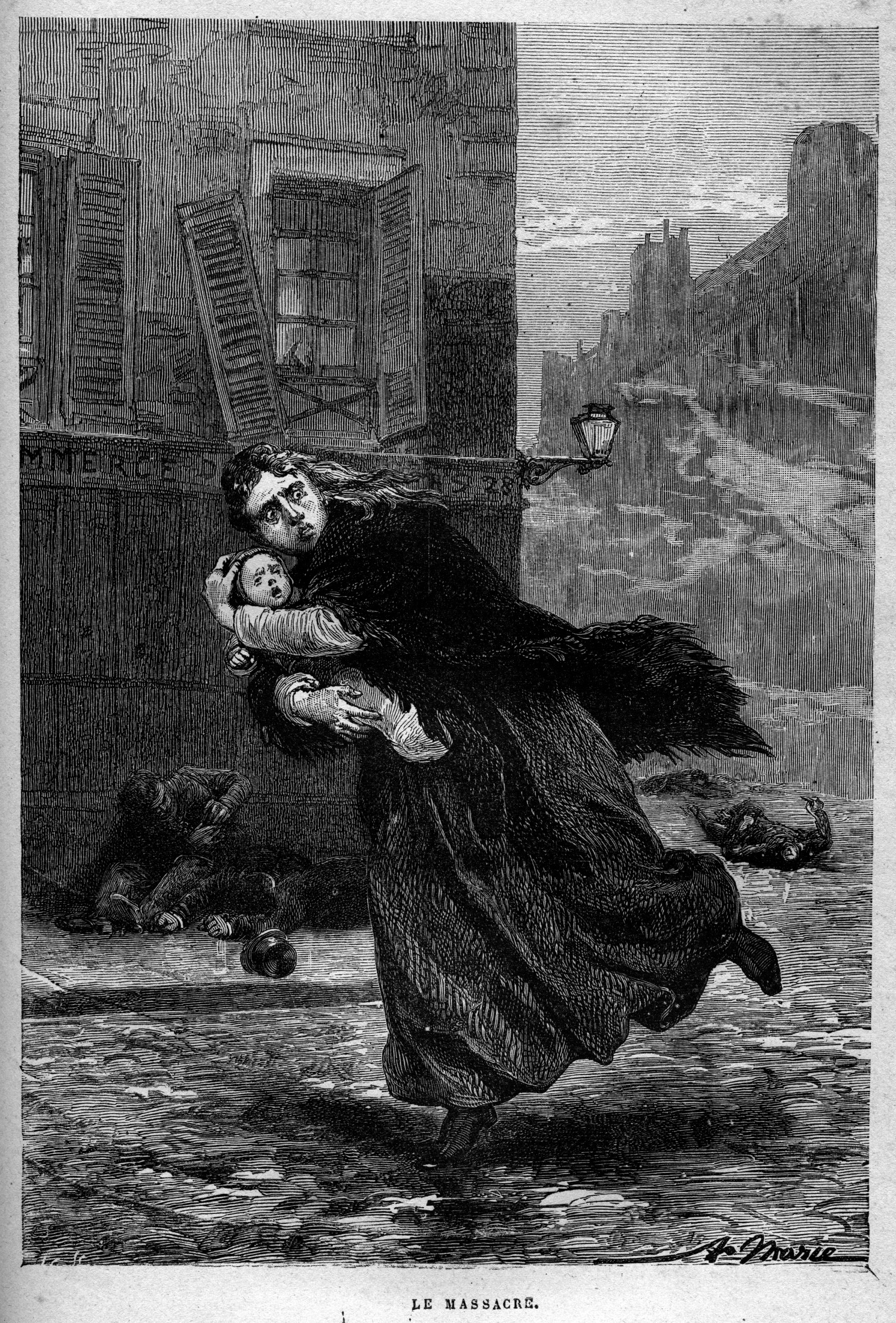
ユーゴー「ある犯罪の物語」挿絵
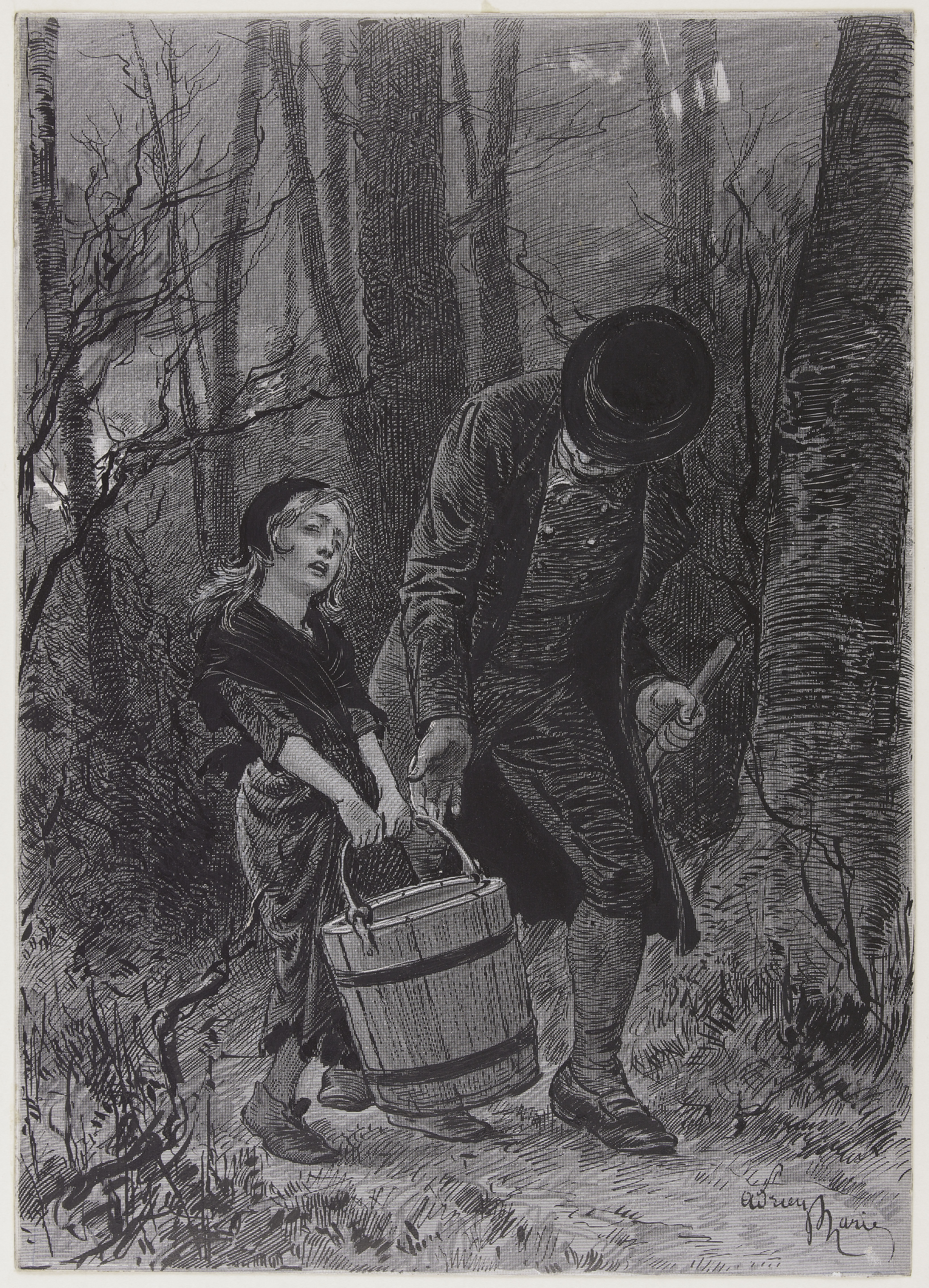
ユーゴー「レ・ミゼラブル」挿絵